# Draženko Mitrović
Draženko Mitrović (9 de agosto de 1979) es un deportista serbio que compitió en atletismo adaptado. Ganó dos medallas en los Juegos Paralímpicos de Verano, plata en Pekín 2008 y plata en Londres 2012.

## Palmarés internacional
| Juegos Paralímpicos | Juegos Paralímpicos   | Juegos Paralímpicos | Juegos Paralímpicos |
| Año                 | Lugar                 | Medalla             | Prueba              |
| ------------------- | --------------------- | ------------------- | ------------------- |
| 2008                | Pekín (China)         | Medalla de plata    | Disco F53/54        |
| 2012                | Londres (Reino Unido) | Medalla de plata    | Disco F54-56        |